# Lușcă
Lușca (Leucojum vernum) este o plantă cu bulb și 3–5 frunze liniare, obtuze din familia Amaryllidaceae. Florile sunt mari, albe și plăcut mirositoare, solitare, mai rar câte două, într-o spată. Fructul este o capsulă. Se găsește în păduri, tufărișuri și fânețe umede.
Luștele seamănă, și uneori sunt confundate, cu ghioceii. Floarea luștelor însă e mai mare decât a ghioceilor, iar tulpina celor dintâi poate măsura de la 15 la 25 cm.